# Herpestinae
La sottofamiglia Herpestinae è l'unica sottofamiglia degli Erpestidi e comprende le manguste, o icneumoni, in senso lato, e forme affini.
La sottofamiglia è costituita da 33 specie, comprese in 14 generi, diffuse prevalentemente in Africa, a sud del Sahara, ed in Asia.
Le specie sono carnivore, terricole e conducono una vita generalmente diurna. Hanno dimensioni ridotte, corpo e coda lunghi ed affusolati, con unghie ben sviluppate non retrattili.

## Classificazione
- Genere Atilax
  - Species Atilax paludinosus (mangusta di palude)
- Genere Bdeogale
  - Specie Bdeogale crassicauda (mangusta dalla coda folta)
  - Specie Bdeogale jacksoni (mangusta di Jackson)
  - Specie Bdeogale nigripes (mangusta dai piedi neri)
- Genere Crossarchus
  - Specie Crossarchus alexandri (cusimanse di Alexander)
  - Specie Crossarchus ansorgei (cusimanse di Ansorge)
  - Specie Crossarchus obscurus (cusimanse dal naso lungo)
  - Specie Crossarchus platycephalus (cusimanse dalla testa piatta)
- Genere Cynictis
  - Specie Cynictis penicillata (mangusta gialla)
- Genere Dologale
  - Specie Dologale dybowskii (mangusta di Pousargues)
- Genere Galerella
  - Specie Galerella flavescens (mangusta snella nera)
  - Specie Galerella pulverulenta (mangusta grigia del Capo)
  - Specie Galerella sanguinea (mangusta snella)
  - Specie Galerella swalius (mangusta snella di Namaqua)
- Genere Helogale
  - Specie Helogale hirtula (mangusta nana etiopica)
  - Specie Helogale parvula (mangusta nana comune)
- Genere Herpestes
  - Specie Herpestes brachyurus (mangusta dalla coda corta)
  - Specie Herpestes edwardsii (mangusta grigia indiana)
  - Specie Herpestes fuscus (mangusta bruna indiana)
  - Specie Herpestes ichneumon (mangusta egiziana)
  - Specie Herpestes javanicus o Herpestes auropunctatus (mangusta indiana)
  - Specie Herpestes naso (mangusta dal naso lungo)
  - Specie Herpestes palustris (mangusta del Bengala)
  - Specie Herpestes semitorquatus (mangusta dal collare)
  - Specie Herpestes smithii (mangusta rossastra)
  - Specie Herpestes urva (mangusta cancrivora)
  - Specie Herpestes vitticollis (mangusta dal collo striato)
- Genere Ichneumia
  - Specie Ichneumia albicauda (mangusta dalla coda bianca)
- Genere Liberiictis
  - Specie Liberiictis kuhni (mangusta liberiana)
- Genere Mungos
  - Specie Mungos gambianus (mangusta gambiense)
  - Specie Mungos mungo (mangusta striata)
- Genere Paracynictis
  - Specie Paracynictis selousi (mangusta di Selous)
- Genere Rhynchogale
  - Specie Rhynchogale melleri (mangusta di Meller)
- Genere Suricata
  - Specie Suricata suricatta (suricato)